# Монале
Монале (італ. Monale, п'єм. Monal) — муніципалітет в Італії, у регіоні П'ємонт,  провінція Асті.
Монале розташоване на відстані близько 500 км на північний захід від Рима, 33 км на південний схід від Турина, 12 км на північний захід від Асті.
Населення — 993 особи (2014).
Щорічний фестиваль відбувається 25 листопада. Покровитель — Santa Caterina d'Alessandria.

## Демографія
Населення за роками:

Станом на 1 січня 2023 року в муніципалітеті офіційно проживало 120 іноземців з 19 країн, серед них 51 громадянин країн Євросоюзу та 13 громадян України.

## Сусідні муніципалітети
- Асті
- Бальдік'єрі-д'Асті
- Кастеллеро
- Чинальйо
- Кортандоне
- Маретто
- Віллафранка-д'Асті